# Eric Anthony Sykes
Eric Anthony Sykes (ursprünglich Eric Anthony Schwabe, * 5. Februar 1883 in Barton upon Irwell, Vereinigtes Königreich; † 12. Mai 1945) auch „Bill“ genannt, war ein britischer Soldat und Schusswaffenexperte. Er wurde vor allem bekannt für seine Zusammenarbeit mit William E. Fairbairn bei der Entwicklung des gleichnamigen Fairbairn-Sykes-Commando-Daggers und wegen der Entwicklung der britischen militärischen Nahkampftechnik im Zweiten Weltkrieg.

## Leben
Sykes wurde als Eric Anthony Schwabe als Sohn einer deutschen Mutter geboren, sein Vater war Brite. Seinen Namen änderte er 1917, weil er ihm zu Deutsch klang, was in einer Quelle als ihm zu teutonisch, in einer anderen als ihm zu germanisch umschrieben wird
Er kam 1907 zum ersten Mal nach Schanghai in China, als er für Reiss & Co. arbeitete. 1917 trat er in China der Freiwilligenabteilung der kolonialen Shanghaier Stadtpolizei (Shanghai Municipal Police, SMP) bei. 1926 erreichte er dort die Stellung eines Inspektors.
1919 traf er William Ewart Fairbairn. Das zusammen mit diesem verfasste Buch Shooting to live behandelt die Verwendung von Pistolen und zeigt mit cartoonhaften Abbildungen, wie Schüsse präzise abgegeben werden können, sowohl gezielt, als auch ungezielt. Im Jahr 1942 zerbrach die Freundschaft der beiden. Sykes bildete in Großbritannien Special Operations Executive (SOE)-Agenten in den verschiedenen Special Training Centers aus, bevor er mit der Ausbildung der gemeinsamen britischen und US-amerikanischen Jedburgh-Teams in Milton Hall beauftragt wurde. Am 6. April 1945 gab er sein Amt als Hauptmann aufgrund einer Behinderung auf und durfte den Ehrenrang eines Majors behalten. Er starb am 12. Mai 1945 in Bexhill-on-Sea, England.

## Wirkung
Sykes und Fairbairn übten Einfluss auf das israelische KAPAP und dadurch auf Krav Maga aus. In den von den beiden beeinflussten Kampftechniken wurden sowohl britische als auch US-amerikanische und kanadische Einheiten sowie jüdische Kampfgruppen in Palästina geschult.  Bekannt wurde sein zusammen mit Fairbairn verfasstes Buch Shooting to live (1942).